# Bitva u Northamptonu
Bitva u Northamptonu byla jedním z válečných střetů války růží, který se uskutečnil 10. července 1460.

## Pozadí
Po drtivé porážce v bitvě u Ludford Bridge se zdála pozice Yorků velmi slabá. Někteří jejich vojenští velitelé, Richard Neville, hrabě z Warwicku, Richard Neville, hrabě ze Salisbury a nejstarší syn Richarda, vévody z Yorku, Eduard dorazili do Calais na počátku října 1459. Eduard později odejel do Irska, kde byl ve větším bezpečí.
Lancasterové rychle využili porážku Yorků – hrabě z Wiltshire byl jmenován správcem Irska a Jindřich Beaufort se stal velitelem Calais. Nikdo z nich se ale fakticky neujal svého úřadu. Irové odmítli vytlačit Richarda a městské brány Calais zůstaly před jeho novým velitelem zavřeny.
Lancasterové poskytli Somersetovi armádu, aby napadl Calais, ale předtím, než se vojsko mohlo přeplavit přes Lamanšský průliv, musela být postavena flotila na jejich přepravu. Její stavba byla zahájena v Sandwichi v Kentu. Předtím, než byly dokončeny, podnikl Warwick útok na přístav a tyto lodě ukradl. V květnu překročil Warwick průliv znovu a rozestavěné lodě nechal spálit. Warwick ponechal svého strýce s malou vojenskou skupinou jako předmostí pro plánovanou invazi.

## Bitva
26. červen 1460 se Warwick, Salisbury a Eduard vylodili v Sandwichi s 2 000 vojáky. Král Jindřich VI. a jeho manželka Markéta s malým vojskem se v té době nacházeli v Coventry. Warwick dorazil do Londýna 2. července s velkou armádou doplněnou jeho spojenci a čítající mezi 20 000 až 30 000 vojáky. Královské vojsko se usadilo za branami Northamptonu u Delapreského opatství, za zády mělo řeku Nene a v přední linii vykopali vodní příkopy ohraničené kůly. Početně bylo královské vojsko slabší a čítalo asi 10 000 až 20 000 mužů. Lancasterové byli také dobře vyzbrojeni děly.
Když na bojiště dorazil Warwick, poslal ke králi vyslance, aby jeho jménem nabídli králi jednání. Lancasterský velitel, vévoda z Buckinghamu mu ale vzkázal, že Hrabě Warwick nesmí přijít ke králi a pokud tak učiní, zemře. I pozdější Warwickovy požadavky na schůzku byly odmítnuty a tak Warwick vzkázal, že Ve dvě hodiny odpoledne bude mluvit s králem, nebo zemře. Ve dvě hodiny Yorské vojsko začalo postupovat vůči nepříteli.
Vojáci postupovali v jednotlivých formacích, ale jejich útok byl omezován silným deštěm. Když se přiblížili k Lancasterské linii, byli zasypávání deštěm šípů, ale naštěstí pro ně déšť způsobil i to, že Lancasterské dělostřelectvo bylo nepoužitelné. Když Warwickovi vojáci dosáhli pravé křídlo nepřátelské linie, vedené lordem Greyem z Ruthinu, projevila se v Lancasterském táboře zrada. Grey přikázal svým mužům, aby odložili zbraně a umožnili Yorkům vstoupit do tábora z jejich strany.
To byla pro Lancastery neočekávaná rána, po níž trvala bitva asi jen půl hodiny. Obránci nebyli schopni uvnitř opevnění manévrovat a poté, co byly jejich řady napadány Warwickovými vojáky, dali se na útěk. Vévoda z Buckinghamu, hrabě ze Shrewsbury a lordi Egremont a Beaumont byli zabiti při pokusu zachránit krále před Yorky, kteří obklopili jeho stan. V bitvě bylo zabito 300 lancasterských vojáků, král Jindřich byl zajat a stal se loutkou v rukou Yorků.